# Helmut Herbst
Helmut Herbst (* 2. Dezember 1934 in Escherhof, Rheinland; † 9. Oktober 2021 in Brombachtal, Odenwaldkreis) war ein deutscher Filmemacher. Herbst, dessen Spezialgebiete der Animationsfilm und der experimentelle Film waren, verband in seinen Filmen und Texten die Erforschung der Technik, Geschichte und Ästhetik des Mediums Film.  

## Leben und Werk
Nach dem Abitur und seinen Studien der Kunstgeschichte (bei Wolfgang Schöne)/Archäologie und Malerei (bei Willem Grimm) in Hamburg ging Helmut Herbst 1958/59 mit einem Malerei-Stipendium nach Paris, wo er regelmäßig die Cinémathèque française besuchte. „Ich habe in Paris das Kino entdeckt“, erzählte der Regisseur rückblickend (Lit.: Conley et al., 1992). Durch Klaus Wildenhahn kam Herbst in Kontakt mit der Panorama-Redaktion des NDR unter Gert von Paczensky und begann 1961 mit einer umgebauten Ernemann-Holzkamera aus den 20er-Jahren Trickteile für das Fernsehmagazin zu drehen. 
Helmut Herbst war von 1960 bis 1974 verheiratet mit Susanne Herbst. Sie hat selbst einen Film gedreht, unter Mithilfe und Mitwirkung von Helmut Herbst, den sie Kuchenfilm genannt hat.
1962 gründete er die Firma Cinegrafik, mit der er Animationsteile für Industriefilme und Fernsehsendungen herstellte, aber auch eigene Animationsfilme wie Kleine Unterweisung zum glücklichen Leben (1962/63, in Zusammenarbeit mit dem Lyriker Peter Rühmkorf), Schwarz-Weiß-Rot (1963/64) oder Der Hut oder Mondo uovo (1964). Im selben Jahr stieß der Filmmacher Franz Winzentsen zur Firma, der 1970 Partner der Cinegrafik wurde. 
Helmut Herbst, eine der prägenden Persönlichkeiten des Anderen Kinos der 1960er und '70er Jahre, gehörte 1967 zu den Gründungsmitgliedern der Hamburger Filmmacher Cooperative, die als eine Art europäische Variante des amerikanischen Undergroundkinos gedacht war. Ab 1965 produzierte Herbst unabhängige Filme der Regisseure Marquard Bohm, Hellmuth Costard, Franz Winzentsen, Hartmut Bitomsky und Harun Farocki.
Im Frühjahr 1969 begann Herbst als Dozent für Filmtechnik an der ersten westdeutschen Filmschule, der Deutschen Film- und Fernsehakademie (dffb). Nach dem Dokumentarfilm Deutschland DADA (1968/69) produzierte Herbst eine Reihe von Filmen über die Kunstgeschichte des 20. Jahrhunderts: John Heartfield, Fotomonteur (1976/77) und Happening Kunst Protest – 1968 (1981) ergänzten sich zu einer Trilogie dieses Themenfeldes. Die Filme Synthetischer Film oder Wie das Monster King Kong von Fantasie & Präzision gezeugt wurde (1974/75) und Lebende Photographien auf einem laufenden Bande – Guido Seeber (1979), über den Pionier des Filmtricks und der Kameratechnik, widmeten sich Themen der Filmgeschichte. Er beteiligte sich auch an der von der Stiftung Deutsche Kinemathek für das ZDF produzierten Serie über Filmmontage Zwischen den Bildern, wo er im 3. Teil Werner Nekes, Jean-Marie Straub und Danièle Huillet, Alexander Kluge sowie Klaus Wyborny ihre Theorie und Praxis der Montage darstellen ließ.
Als 1979 zum Filmfest der Filme[sic!]macher eine Reihe Regisseure mit politisch-finanzieller Unterstützung des Senats der Hansestadt aus München kamen und behaupteten, die Filmkultur nach Hamburg bringen zu müssen, protestierte Herbst mit anderen Hamburger Filmmachern: „Die Münchner“, sagte Herbst im Gespräch mit Patrick Conley und Karola Gramann und nannte Werner Herzog, Alexander Kluge und Wim Wenders, „wollten etwas ganz anderes. Die Münchner wollten das deutsche Kino übernehmen. […] Und das haben sie ja dann auch gemacht.“
1979 beendete Herbst seine Tätigkeit an der dffb und ging nach Jamaika an die University of the West Indies in Mona in der Metropolregion Kingston und arbeitete dort auch für einen Fernsehsender. 1981/82 realisierte Herbst den Spielfilm Eine deutsche Revolution nach Kasimir Edschmids Roman Georg Büchner – Eine deutsche Revolution und zehn Jahre später in deutsch-ungarischer Coproduktion Die Serpentintänzerin / Szerpentintáncosnö, einen Film über die Frühzeit der Kinematografie.
1985 wurde er Professor an der HfG Offenbach, wo er bis zu seiner Emeritierung im Jahr 2000 blieb. Nach seiner Pensionierung lebte Helmut Herbst zusammen mit seiner Frau Renate Merck in Brombachtal-Birkert (Odenwald). Er starb im Oktober 2021 im Alter von 86 Jahren.

## Filmografie
- 1958: Multiplane, Animationsfilm
- 1962/63: Kleine Unterweisung zum glücklichen Leben, Animationsfilm
- 1963: Der große Organisator, Animationsfilm
- 1963/64: Schwarz-Weiß-Rot, Animationsfilm
- 1964: Abends, wenn der Mond scheint, Kurzfilm
- 1964: Der Hut oder Mondo uovo, Kurzfilm mit Trickteilen
- 1965: Die Überwindung eines Verlustes, Animationsfilm
- 1966/67: Na und…?, Regie mit Marquard Bohm; Kurzfilm
- 1968: Heute schreiben wir das Jahr 3090, Animationsfilm mit Realteilen
- 1968/69: Deutschland DADA, Dokumentarfilm
- 1970: Eine regnerische Nacht in Potsdam, Animationsfilm mit Realteilen
- 1970–74: Die phantastische Welt des Matthew Madson, 1977 Neufassung
- 1974/75: Synthetischer Film oder Wie das Monster KING KONG von Fantasie & Präzision gezeugt wurde, Dokumentarfilm
- 1976/77: John Heartfield – Fotomonteur, Dokumentar-Animationsfilm
- 1979: Drei Versuche über Anton von Weberns Opus 5, 5. Satz, Kurz-Animationsfilm
- 1979: Lebende Photographien auf einem laufenden Bande. Guido Seeber 1879–1940. Filmpionier, Kameramann, Filmhistoriker, Techniker, Dokumentarfilm
- 1980–82: Zwischen den Bildern. 3. Über die Trägheit der Wahrnehmung, Regie mit Klaus Feddermann; Dokumentarfilm
- 1981: Happening. Kunst und Protest 1968, Regie mit Friedrich Heubach; Dokumentarfilm
- 1981/82: Eine deutsche Revolution, Spielfilm
- 1982/83: Dappi-Film No. 1, Animationsfilm
- 1983: Sieben einfache Phänomene, Animationsfilm
- 1984: Das Knarren im Gehäuse, Animationsfilm
- 1988/89: Das musikalische Opfer. Kurzfilm; 1990 Neufassung: Früher als wir noch nicht postmodern waren
- 1991/92: Die Serpentintänzerin / Szerpentintáncosnö, Spielfilm
- 1997/99: Die Himmelsbraut, Spielfilm
- 2018: Es geht eine dunkle Wolk herein, Dokumentation